# 스카이스캐너
스카이스캐너(Skyscanner)는 전 세계 항공편 및 호텔 예약을 전문으로 하는 대기업으로 영국 에든버러에 본사를 두고 있고 2016년 트립닷컴에 인수됐다.

## 임원진
- Gareth Williams: 공동 설립자 겸 최고 경영자
- Barry Smith: 공동 설립자 겸 사업 개발 담당 이사
- Bonamy Grimes: 공동 설립자 겸 제품 담당 이사
- Frank Skivington: 광고 및 마케팅 담당 부사장
- Derek Gardner: 최고 재무 관리자
- Ewan Gray: 이사, 아시아 태평양
- Rachel Armitage: 제품 총괄 이사
- Alistair Hann: 기술 담당 최고 책임자
- Craig Parker: 총괄 이사

## 같이 보기
- 트립닷컴